# Luma apiculata
Espèce

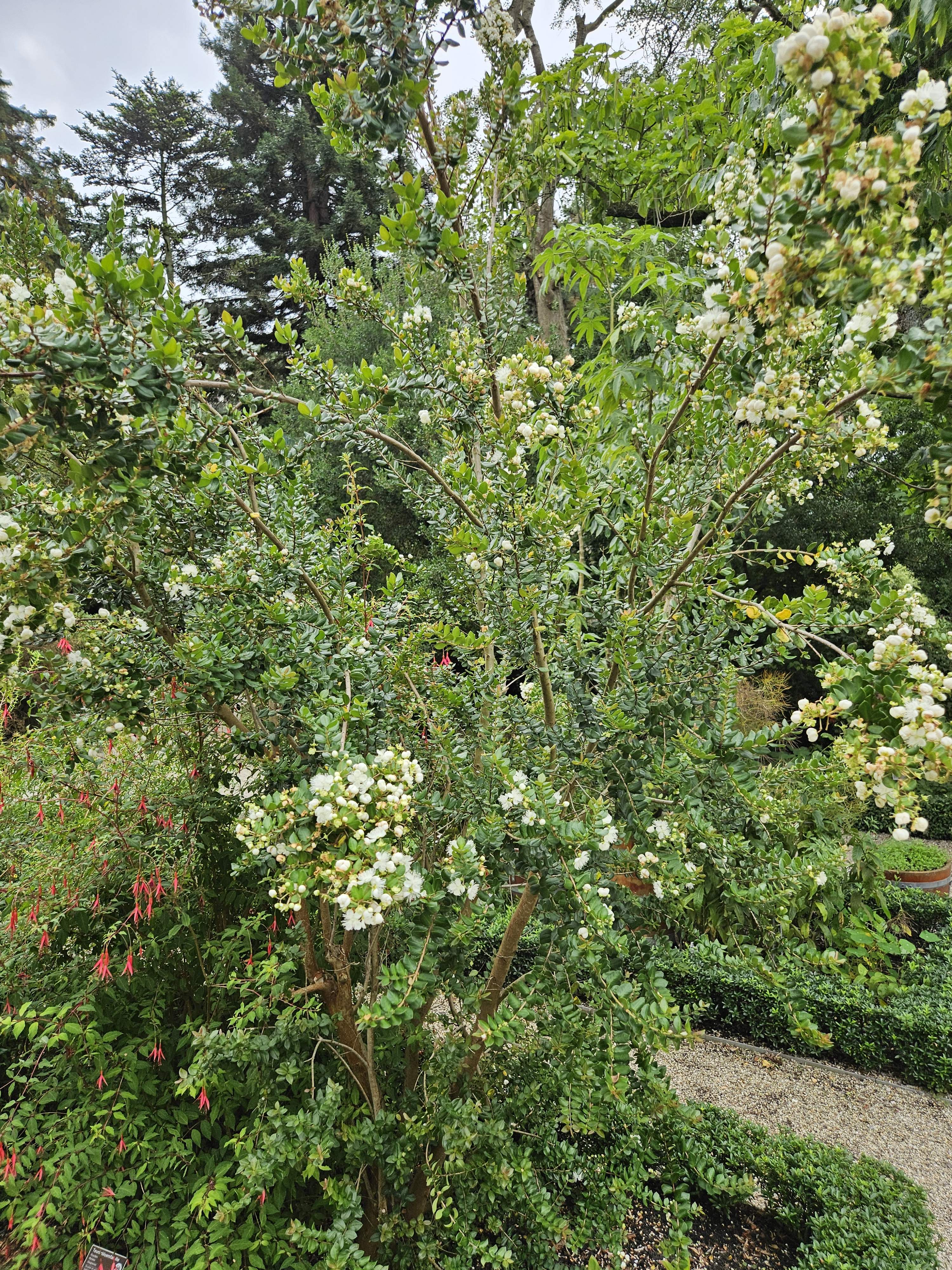
Luma apiculata au jardin botanique Hortus botanicus d'Amsterdam

Luma apiculata, en français Myrte luma ou Myrte à écorce orange, est une espèce de plantes à fleurs de la famille des Myrtacées. C'est un arbre perennifolié qui pousse dans les forêts tempérées du Chili et de l'Argentine, particulièrement près des cours d'eau.
Les colons espagnols lui donnèrent le nom d'Arrayán à cause de sa ressemblance avec l'« arrayán européen » (nom espagnol emprunté à l'arabe « Ar-Rayhan » pour désigner le myrte et signifiant « l'aromatique ») ou Myrte commun (Myrtus communis).

## Description

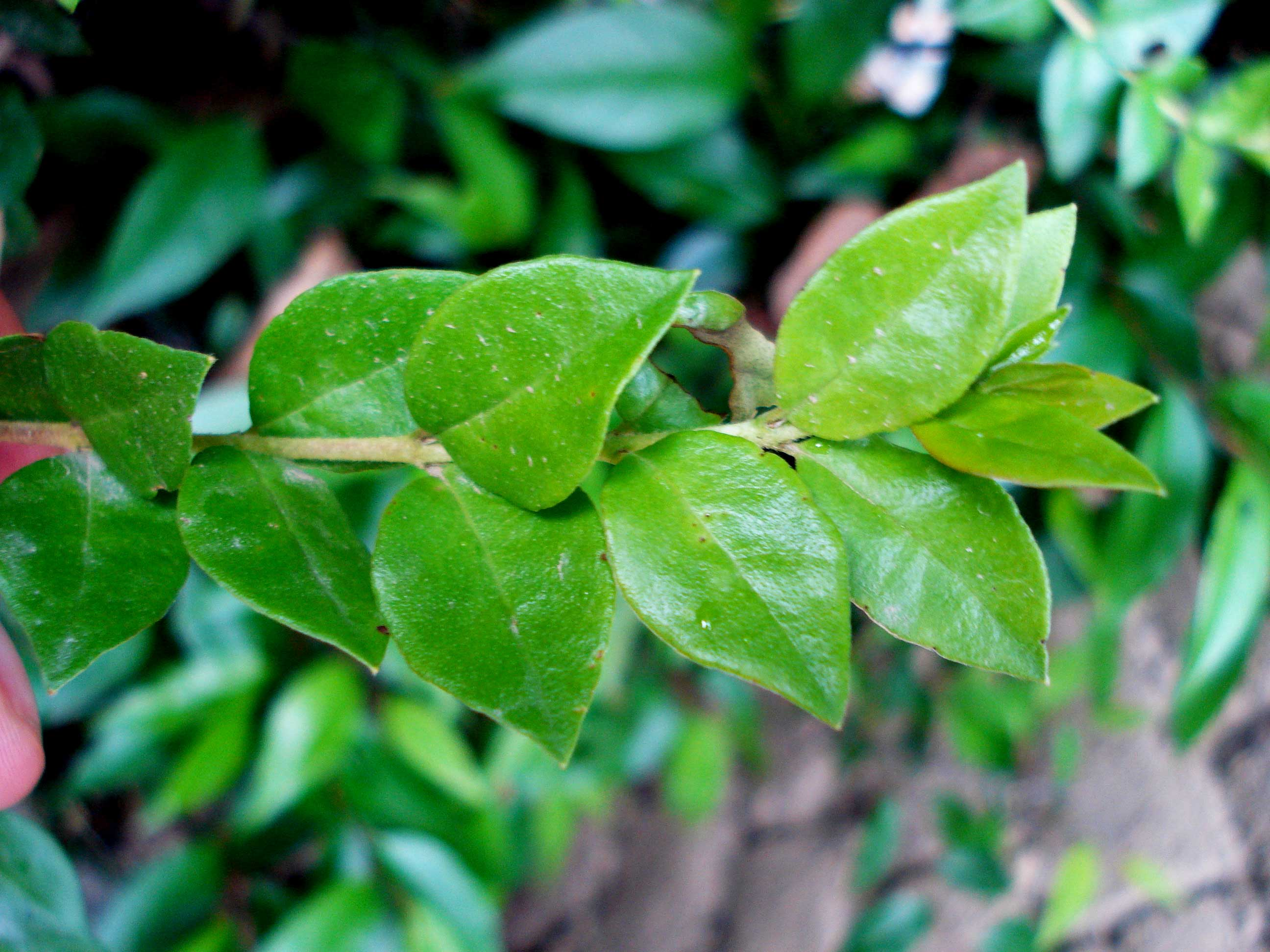
Feuilles.
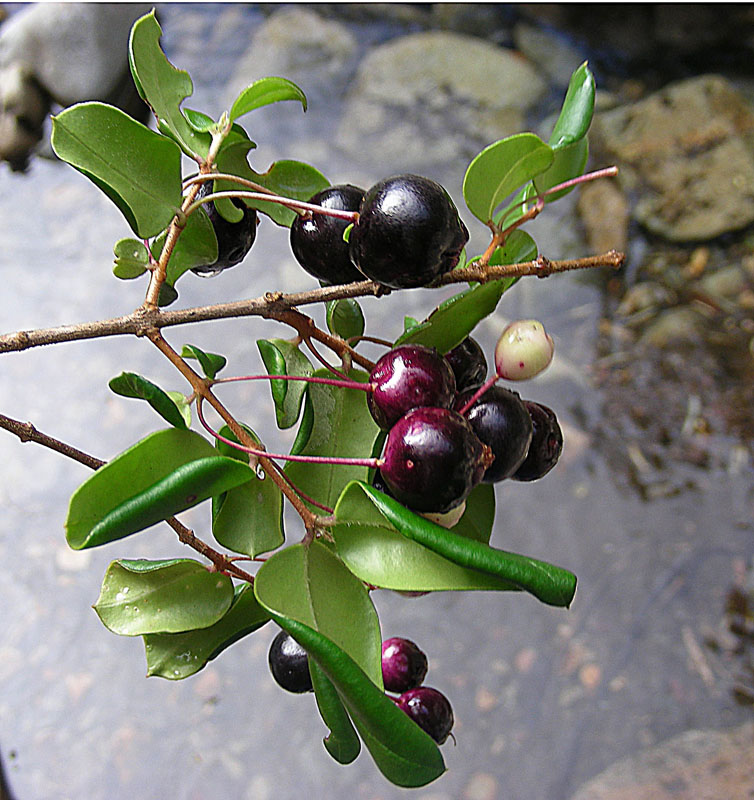
Fruits et feuilles.
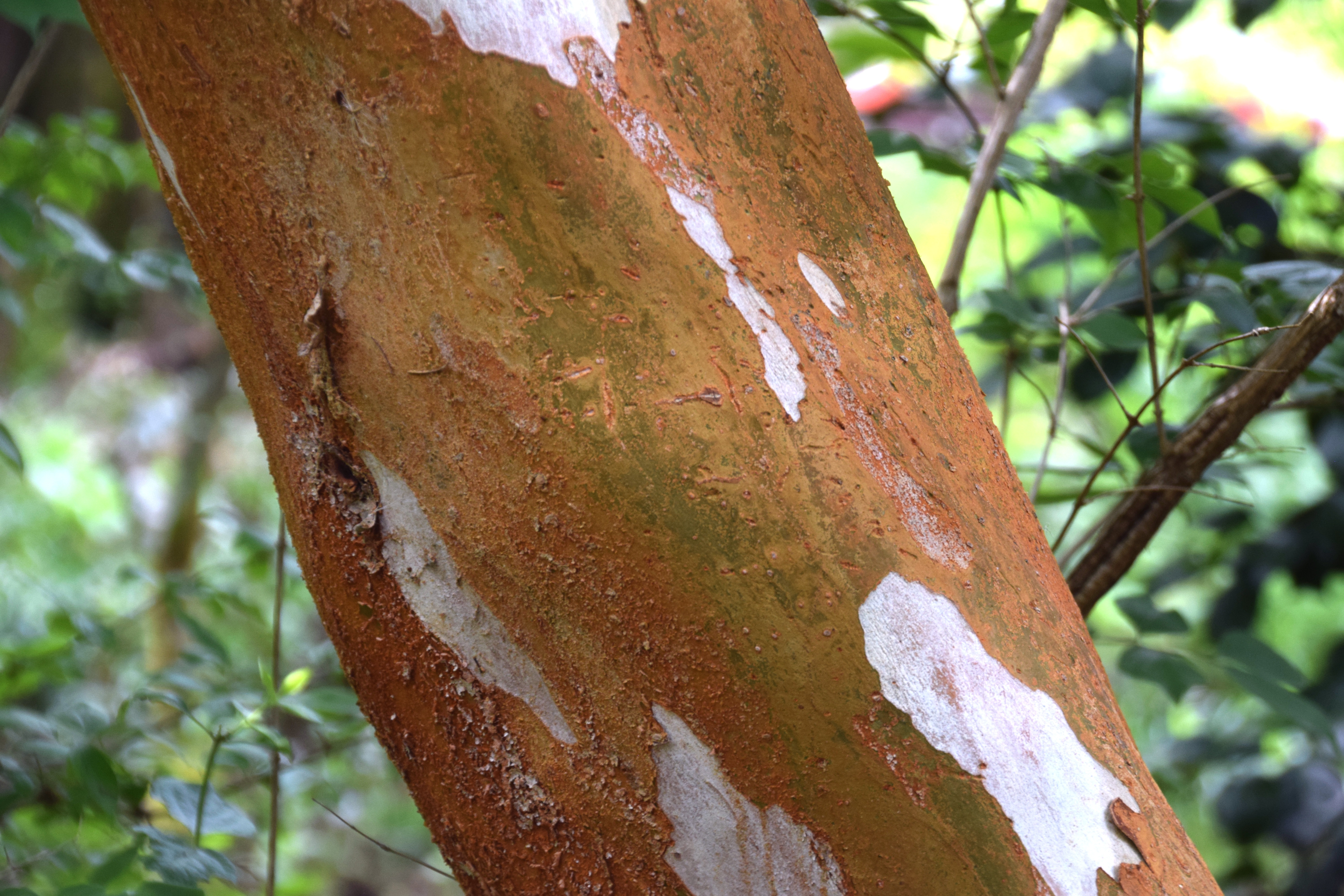
Écorce.

Ses feuilles sont simples, de forme ronde ou ovale et terminées par une spicule. Il produit des fleurs hermaphrodites groupées en trois à cinq unités, blanches et odorantes, de jusqu'à deux centimètres de diamètre. La floraison a lieu en été et est importante pour la production de miel de forêt. Son fruit est une baie comestible de couleur noire ou brunâtre, appelée localement mitao par certaines personnes, ceci dû à la ressemblance avec la myrtille.
L'écorce est de couleur châtaigne lorsque l'arbre est jeune et orangée lorsqu'il est adulte.
La plupart du temps, il croît comme arbuste très ramifié de 3 à 5 m de hauteur. Mais en certains endroits comme le Parc national Los Arrayanes (Neuquén, Argentine) ou dans le Parc national Chiloé (Chiloé, au Chili) il peut atteindre jusque vingt mètres de hauteur et un mètre de diamètre. Sa croissance est très lente et on doit prévoir des dispositifs de protection pour les jeunes pousses afin d'éviter leur destruction accidentelle par les visiteurs.

## Utilisation

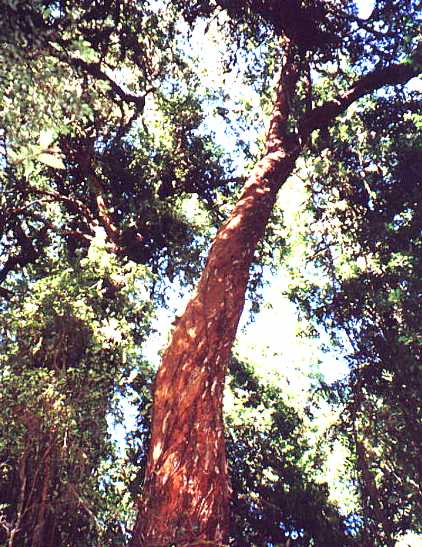
Forêt de Luma apiculata.

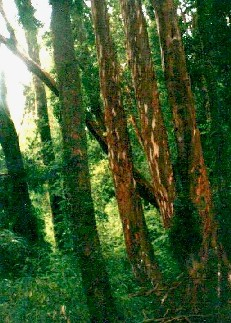
Bois d'arrayans.

Ses fruits sont très appréciés au Chili et les fleurs sont une source importante pour la production de miel.
Les Mapuches l'utilisaient comme plante médicinale. Il est aussi cultivé dans des jardins et utilisé en bonsaï, apprécié par son feuillage brillant à feuilles persistantes et par le beau contraste avec ses tiges rouges et minces. Il a été naturalisé dans les parties occidentales de l'Irlande et du Royaume-Uni. Il est représenté également en Espagne.

## Répartition
L'Arrayán a une aire de répartition qui recouvre l'Argentine (Chubut, Neuquen, Rio Negro), le Chili (Coquimbo, Valparaiso, O'Higgins, Maule, Bio Bio, Araucanie, Los Lagos, Aysen, Reg. Metropolitana) et les États-unis (Californie, introduit).

## Synonymes
- Eugenia affinis Gillies ex Hook. & Arn. (synonyme ambigu)
- Eugenia apiculata DC. (synonyme ambigu)
- Eugenia apiculata var. arnyan Hook. fil.
- Eugenia barneoudii O. Berg
- Eugenia cuspidata Phil. (synonyme ambigu)
- Eugenia ebracteata Phil.
- Eugenia gilliesii Hook. & Arn.
- Eugenia hookeri Steud.
- Eugenia luma Berg
- Eugenia modesta Phil. (synonyme ambigu)
- Eugenia mucronata Phil. (synonyme ambigu)
- Eugenia palenae Phil.
- Eugenia proba Berg
- Eugenia spectabilis Phil.
- Luma gilliesii (Hook. & Arn.) Burret
- Luma hookeri (Steud.) Burret
- Luma spectabilis (Phil.) Burret
- Myrceugenella apiculata (DC.) Kausel
- Myrceugenella apiculata var. australis Kausel
- Myrceugenella apiculata var. nahulhuapensis Kausel
- Myrceugenella apiculata var. spectabilis (Phil.) Kausel
- Myrceugenella grandjotii Kausel
- Myrceugenia apiculata (DC.) Nied.
- Myrceugenia apiculata var. australis Kausel
- Myrtus chekenilla Kuntze[3]